# 奥诺雷·德·巴尔扎克
奥诺雷·德·巴尔扎克（法語：Honoré de Balzac，1799年5月20日—1850年8月18日，出生名没有"de"），19世纪法国小说家、剧作家、评论家与记者，欧洲现实主义文学的奠基人。他创作的《人间喜剧》共91部体裁各异的长、中、短篇小说和随笔，写了两千四百多个人物，被誉为法国社会的“百科全书”。

## 早年的生活
巴尔扎克出生于法国都兰地区图尔市的一个市民家庭。其父是農民，為人善變，靠著巧妙的鑽營，迅速累積財富，母亲薩朗比埃是巴黎銀行家的女兒，她的信念是“財富就是一切”。巴尔扎克是個長子，但很少得到家庭的溫暖，出生不久便被送到圖爾近郊，由一個憲兵的妻子作为乳母撫養数年，10岁進入旺多姆的经堂会（Société de l'Oratoire de Jésus et de Marie Immaculée，受司铎祈祷会影响）文法学校寄讀七年，巴爾扎克與母親的關係一直不好，他說：“我從來沒有母親，她實在太可怕了。”从少年时代巴尔扎克便开始博览群书。1816年中学毕业后，巴尔扎克按父亲的意愿进入巴黎大学法学院学习，但他对法律并不感兴趣，而是旁听了很多文学院的课程。同时，他还进修数学、物理、化学、生物等自然科学课程。这些自然科学领域的积淀对巴尔扎克风格的形成具有重要作用。他開始构思《人间喜剧》的契机便是受法国生物学家布丰构建动物世界博物全书的影响。
巴尔扎克读大学期间，父母为了让他尽早熟悉未来职业，曾先后安排他在一位诉讼代理人和一位公证人的事务所见习。几年的见习生活让他受益匪浅，非但熟悉了民事诉讼程序，还从这个法律窗口窥见了巴黎社会的种种奥秘，看到了繁荣景象下的罪恶，为未来的创作积累大量素材。
1819年1月，巴尔扎克从法学院毕业，但也是同年，他拒绝了家人为他安排的公证人事务所的职位，而坚持要走毫无生活保障的文学道路。为了向父母证明自己的文学天赋，他几乎足不出户的奋战一年，完成了处女作诗剧《克伦威尔》。然而结果却令自己大失所望。法兰西学院的一位院士看过剧后表示：“这位作者随便干什么都可以，就是不要搞文学。”
为了摆脱经济上对父母的依赖，巴尔扎克曾以各种笔名为书商炮制和撰写流行小说，以维持生计。当然，这些纯粹以赚钱为目的的商业性作品不会给他带来所期待的荣誉，后来他甚至否认这些作品出自他的手笔。随后，为了给自己的严肃创作寻求稳定的经济来源，他决定暂时弃文从商。从1825年开始，他先后尝试过出版业，开办过印刷厂、铸字厂，每次都以失败告终。四年的商海沉浮，让他尝够了破产、倒闭、清理、负债的苦楚。最后，母亲出面替他还債。走投无路的巴尔扎克只好放弃，重新进入文学创作。生活中的一切挫折都在他的笔下转化为成功的创作素材。
這時巴爾扎克決定要在文學上取得轟轟烈烈的成就。他在書房裏放置了一座拿破崙塑像，在塑像的劍鞘上刻下字句：“他用劍未完成的事業，我要用筆完成！”1829年，巴尔扎克完成长篇历史小说《舒昂党人》，是第一部用“奥诺雷·巴尔扎克”的署名发表的历史长篇小说，他把以于洛将军为首的共和党人，视为“勇敢的爱国者”。尽管这部小说并没有在法国社会上引起巨大反响，却为巴尔扎克在文学界赢得了一个稳固的地位。1830年先后发表了《婚姻的生理学》、《城郊舞会》、《猫打球商店》、《高利贷者》和《驴皮记》等八部作品。早年生活中的种种挫折和苦楚让巴尔扎克以一种近乎自虐的勤奋态度写作。从1830年开始，他进入创作高潮，以目不暇接的速度接连发表篇幅不等的小说数十部，部部都引人瞩目。及至1833年《欧也妮·葛朗台》问世，巴尔扎克已经是享誉欧洲的著名作家。

## 文学创作
巴尔扎克的创作生涯大体上可以分为三个阶段。

### 1829—1834年
从1829年至1834年，是巴尔扎克创作的第一阶段，也是《人间喜剧》的酝酿阶段。这一阶段他共发表小说42篇，其大多数中短篇精品都诞生于这一时期，如1830年发表的《猫打球商店》、《苏镇舞会》、《长寿药水》，1831年的《玄妙的杰作》、《红房子旅馆》，1832年的《夏倍上校》、《图尔的本堂神甫》等。长篇小说《驴皮记》和《欧也妮·葛朗台》也是这一阶段的重大成果。
然而对于巴尔扎克而言，这一阶段意义最重大的事件是他完成了《人间喜剧》的宏伟规划。他决定将自己的所有作品系列化。起初，他将这个庞大的作品框架命名为《社会研究》，后因受但丁《神曲》（原名直译为《神圣喜剧》）的影响改为《人间喜剧》，下设“风俗研究”、“哲理研究”和“分析研究”三个部分。巴尔扎克想把人世间的一切纷争角逐、悲欢离合喻为人生大舞台上的一个个场景，一幕幕悲喜剧。

### 1835—1841年
从1835年发表《高老头》开始，巴尔扎克进入创作生涯的第二阶段，即有计划的为《人间喜剧》进行创作的阶段。《高老头》无疑是这一阶段最出色的作品，小说真实的展示巴黎社会的方方面面，揭露金钱侵蚀下的人性的罪恶。
这一阶段，巴尔扎克共发表16部长篇，10部中篇和8个短篇。包括《夏娃的女儿》、《古玩陈列室》、《搅水女人》等等。其中发表于1839年的《幻灭》是继《高老头》之后的又一部杰出作品，小说对新闻出版界的批判和揭露引起了轩然大波，一场围攻和笔战延续了数年，乃至此后巴尔扎克几乎所有的作品都要遭到新闻界恶意的攻击。
1841年末，巴尔扎克和出版商正式签订了16卷本《人间喜剧》的出版合同。他早年的所有作品都被汇编于其中，构成一个井然有序的整体。

### 1842—1850年
从1842年开始，巴尔扎克的创作进入第三阶段，即系统出版《人间喜剧》的阶段。他一边修订、汇编旧作，一边不断补充新作。反映庄园经济解体的《农民》是本阶段的重要成果。人间喜剧以每年三至四卷的速度出版。至1846年9月，16卷本已经出齐。1846年秋至1847年春，他又发表两部长篇《贝姨》和《邦斯舅舅》，这两部作品补编为《人间喜剧》第十七卷，于1848年出版。至此，一部由90余部小说构成的《人间喜剧》已经基本完成。
为完成《人间喜剧》庞大的创作计划，巴尔扎克夜以继日的连续工作20年。他经常每天晚上6点钟上床，半夜12点起床，披上圣多明各式的僧袍，点起四支蜡烛，一口气工作16個小时，只有在早上7點時沐浴，稍作休息，出版商這時會派人過來取得稿件，在1834年11月間，一天要寫20個小時。巴爾扎克的傳記作家George Saintsbury說過，“沒有誰可以說清楚他到底是在生活還是在寫作”。他文思泉湧、疾筆如飛，幾十萬字的《高老頭》三天內一氣呵成，《鄉村醫生》花了72小時，《赛查·皮罗多》是25小时内写成……巴爾札克又常兼任校稿員，一部书稿要修改六七次，大刀阔斧，随心所欲地改动，直到满意为止；有時還會要求更改出版後的內容，出版商因此增加開支，二者偶起爭執。一部200页的书，校样合计起来往往都在2000页以上。巴爾扎克既不抽煙，也不酗酒，但為保證寫作時清醒，巴爾扎克嗜濃咖啡如命，白天一有空，便到巴黎街頭購買咖啡豆。咖啡裡既不加牛奶，也不加糖，足以苦到讓胃麻痺，他曾說過：“我將死於3萬杯咖啡。”，有專家統計過，他一生大約喝了5萬杯濃咖啡。加上他一生受到债务问题的困扰，时刻受到高利贷者和出版商的追逼，经常被迫逃离住处躲债，巴尔扎克的健康从40岁之后就每况愈下，50歲之後已經重病纏身了。

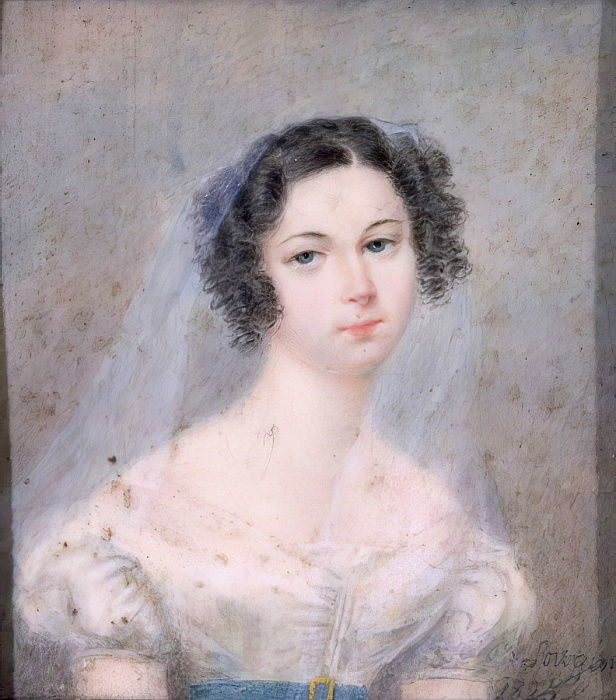
汉斯卡夫人的畫像，Holz Sowgen (1825年)

巴爾扎克一生有許多夢想，跟有錢的貴夫人結婚便是其中之一，24歲的巴爾札克曾與年屆44歲的貝爾妮夫人相戀，當時巴爾札克一文不名，夫人常接濟他。貝爾妮夫人據稱是唯一真正愛巴爾札克的女人。他成名後出入法國上流社會沙龍，在巴黎有幾處住宅和別墅，出門坐最華麗的馬車，僕役都穿制服，他跟許多情婦有染，並育有數名私生子，還向女友、情婦們借錢還債。一旦身上有錢又隨便亂花，醉心於豪華的排場，他的母亲向他借錢，巴爾札克卻吝於借出。1850年3月，他在俄国和相恋已久的韩斯卡夫人（Eveline Hanska）结婚，婚礼之后两人返回法国。巴尔扎克在途中病倒，双目几乎失明。5月抵达巴黎时已经一病不起，昏迷中他呼唤《人间喜剧》中奇迹人物毕洛安·霍拉斯的名字：“假如毕洛安在这儿的话，他一定会救我的！”8月18日晚上11點半，巴尔扎克去世，結束他辛勞的一生，死因是咖啡因中毒，《人間喜劇》已完成91部。三天之后，在拉雪兹公墓举行葬礼，前来送葬的巴黎市民行列绵延好几条大街。法国著名雕塑家罗丹亲自为他雕塑半身像。他死後不久，夫人與一位綽號“灰虱”的畫家同居，但仍替巴爾扎克償還所有債務，並為他出版全集。

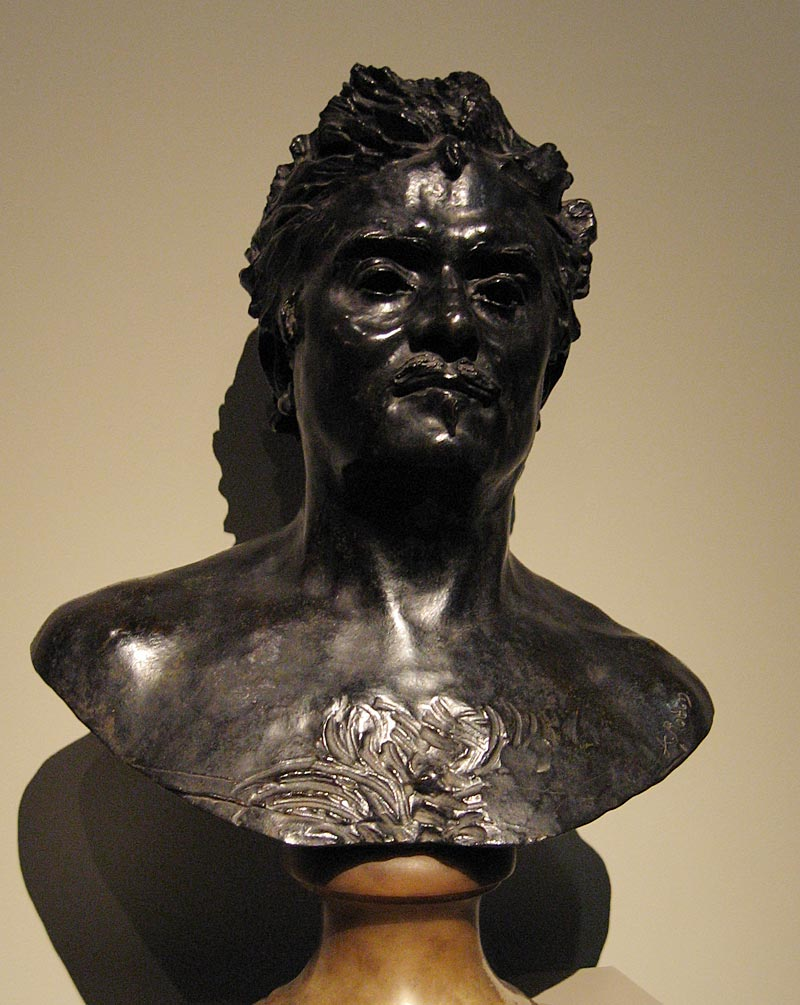
罗丹雕塑的巴尔扎克像

## 成就与评价

### 成就
巴尔扎克在法国文学史上的地位十分重要。在他之前，法国小说一直未能完全摆脱故事的格局，题材内容和艺术表现力都有一定局限。巴尔扎克拓展了小说的艺术空间，几乎无限度扩大了文学的题材，让社会的方方面面，包括那些仿佛与文学的诗情画意格格不入的东西都能得以描绘。他借鉴了其他文学题材的特点，把戏剧、史诗、绘画、造型等多种艺术形式融入小说创作中，在西方文学史上第一次如此巨大的丰富了小说的艺术技巧。评论家泰納稱讚他道：「真正使他成為哲學家，而且超乎一切偉大藝術之上的，是把他的所有作品，連合成一部作品，部部作品都是互相連接，同一個人物重複出現，而彼此關聯……從來沒有藝術家聚積了這麼多的光輝於其所要描寫的人物，而且從來也沒有這樣的完美……巴爾扎克之所以真正偉大，就在他握住了現實，而且握住了全體，他的偉大的系統，又把他的繪畫有力地統一起來，忠實而且有趣。」
巴尔扎克对现实主义文学最大的贡献在于他对典型人物形象和社会风俗的细致刻画，并表达人物性格在社会环境中的变化和发展。他以“编年史的方式”描写逐年描绘上升中的资产阶级对贵族社会日甚一日的冲击。他所创造的人物高老头、葛朗台、高布赛克、拉斯蒂涅、吕西安、贝姨、伏托冷等等几乎已经成为文学史不同类型资产阶级代表人物的样板形象，对以后的现实主义文学产生了深远的影响。这些人物虽然都很典型，却具有鲜明的个性色彩。
尽管巴尔扎克的小说无情揭露社会的不公与黑暗，但他本人却并不赞成大规模的社会革命，这也是他并没有加入当时声势浩大的法国浪漫主义文学运动的原因。他曾表示：“除了缓慢的改良，没有任何东西能改变人类社会的等级制度。”

### 评价
巴尔扎克的自我评价是：“要是我把扔到我身上的石头全都收集起来，足可建造一座最大的文学家纪念碑。……我获取别人的东西不是偷窃，而是征服，是合并。”

## 《人间喜剧》主要作品

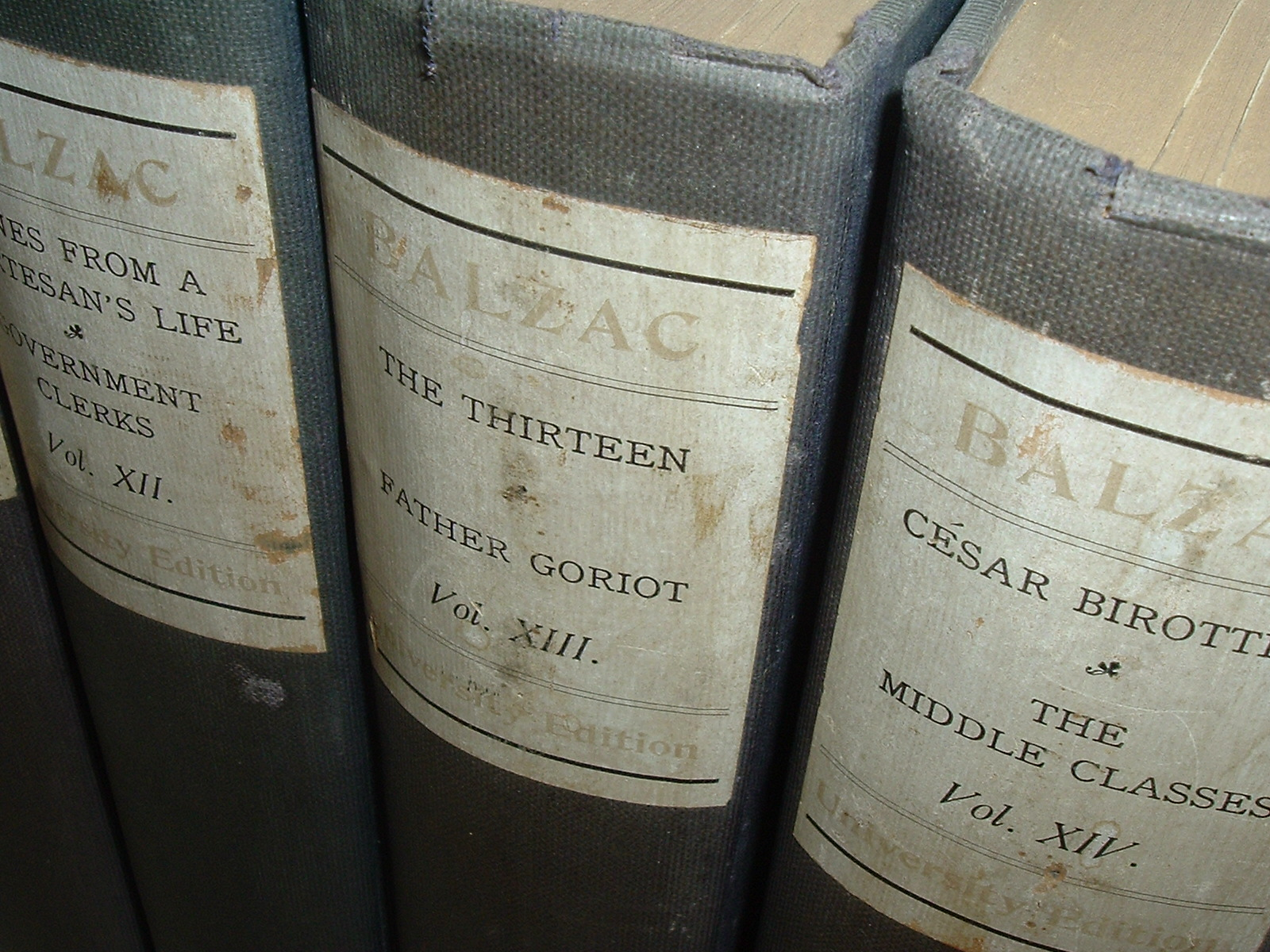
1901年出版的 The Works of Honoré de Balzac

- 《舒昂党人》
- 《高布赛克》
- 《苏镇舞会》
- 《家族复仇》
- 《夏倍上校》
- 《图尔的本堂神甫》
- 《十三人的故事》
- 《欧也妮·葛朗台》
- 《高老头》
- 《长寿药水》
- 《驴皮记》
- 《绝对的探求》
- 《古玩陈列室》
- 《赛查·皮罗托》
- 《纽沁根银行》
- 《公务员》
- 《搅水女人》
- 《幻灭》
- 《烟花女荣枯记》
- 《贝姨》
- 《邦斯舅舅》
- 《农民》
- 《老姑娘》
- 《比哀兰特》
- 《阿尔西的议员》
- 《夏娃的女儿》
- 《幽谷百合》
- 《改邪归正的梅莫特》
- 《三十岁的女人》
- 《萨拉金》
- 《红房子旅馆》
- 《沙漠裡的愛情》
- 《无神论者望弥撒》
- 《冈巴拉》